# Oskar Kurt Döbrich
Oskar Kurt Döbrich (* 17. Mai 1911 in Metz; † 31. Oktober 1970 in Münster) war ein deutscher Maler und Graphiker.

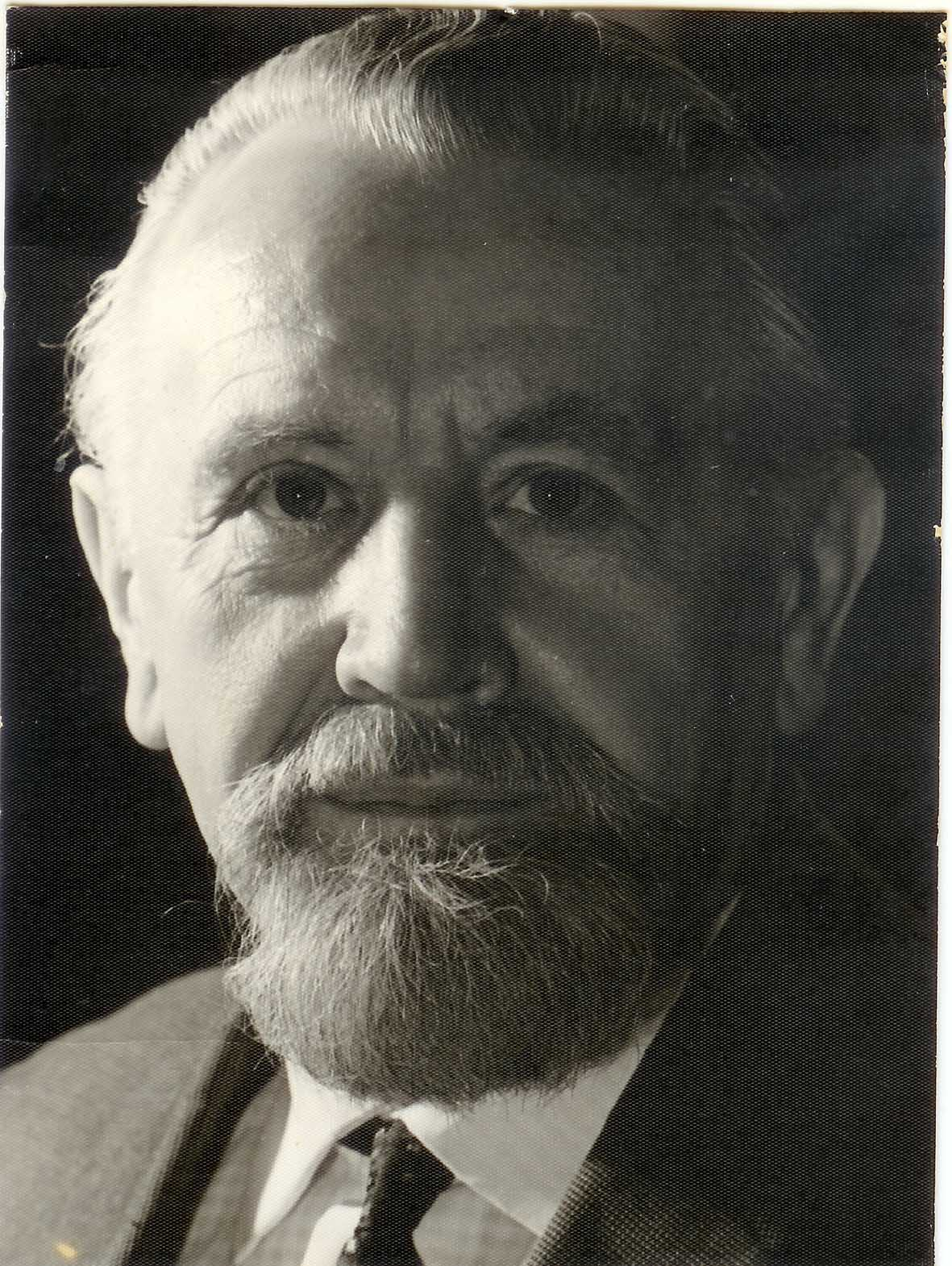
1967 Münster, Foto Pölking

## Leben
Döbrich machte 1933 in Münster Abitur und wurde besonders durch Leo Burgholz bis zur Aufnahme in die staatliche Kunstakademie in Berlin gefördert. In der Berliner Zeit arbeitete er unter den Direktoren Alexander Kanoldt und H. Zimbal in den Ateliers Hasler, Tappert und Rössing. Seine Studien schloss er dort 1937 ab. In demselben Jahr hatte Döbrich erste größere Erfolge mit Ankäufen von Graphiken durch das Staatliche Kupferstichkabinett in Berlin. Spätere Ankäufe durch das Museum in Weißenfels, den Westfälischen Kunstverein in Münster und durch verschiedene Sammler.
Förderung durch Otto Pankok. Mitglied der Freien Künstlergemeinschaft Schanze in Münster. Döbrichs Bilder waren ausgestellt in Paris, Berlin, 1935 und 1948 bei Clasing in Münster, zusammen mit Hans Kranefeld und Ernst Hermanns Gruppe Junger Westen, 1943 in Halle, 1949 Hamm im Gustav Lübcke-Museum und im selben Jahr Westdeutsche Graphik der Gegenwart in Soest Aldegrever Gesellschaft. Weitere Ausstellungen in Soest 1953 anlässlich der ersten Verleihung des Wilhelm Morgner Preises und 1957. Ausstellungen in Weissenfels, und 1952 in Münster. 1954 Deutsch-Niederländische Kunstausstellung in Bentheim. Reisen nach Holland, Belgien, Frankreich, Italien und Griechenland.
Er war befreundet mit Conrad Felixmüller, Herbert von Arend, Ernst Bahn, Hans Pape, Theo Hölscher. 1936 legte er sein Werklehrerexamen ab und war seit 1939 als Kunsterzieher und Biologielehrer im Schuldienst. Döbrich war Soldat in Polen und Russland und kehrte mit schweren Verletzungen aus der Kriegsgefangenschaft zurück. Nach der Heimkehr machte Döbrich zunächst Gelegenheitsarbeiten, ab 1950 war er Lehrer am Gymnasium Dionysianum in Rheine und seit 1952 bis zu seinem Tode Oberstudienrat am Schillergymnasium Münster.
O.K.D. wie er auch genannt wurde, malte zunächst gegenstandsnah Landschaften und auch Interieurs. Die späteren Bilder sind vor allem in der Farbe und in den Konturen reduziert, die Perspektive wurde vernachlässigt. Die Techniken wechselten in diesen Jahren sehr stark. Bei den Landschaften wurde nicht mehr Stimmung oder subjektives Empfinden wiedergegeben, vielmehr ging Döbrich strukturell vor und strebte dabei einen homogenen Bildaufbau an. Seine Stärke lag im graphischen Bereich vom Gegenständlichen bis zum Abstrakten.
Die breite Scala von Ausdrucksmöglichkeiten beinhaltete auch noch heute vorhandene Werke der „Entarteten Kunst“, die, wären sie seinerzeit entdeckt worden, zum Arbeitsverbot geführt hätten. Es ist nicht möglich, ihn einer bestimmten Stilrichtung des Jahrhunderts zuzurechnen. Anklänge an den Kubismus sind ebenso vorhanden, wie die Tendenz zum traditionellen Landschaftsbild. Und dennoch tragen die meisten Bilder Oskar Kurt Döbrichs durch ihre formale Ruhe eine charakteristische Handschrift.
Nach seinem Tod wurden in Münster Arbeiten von Oskar Kurt Döbrich in Ausstellungen 1971 Schillergymnasium, 1977 Deutsche Bank, 1981 Stadtsparkasse und 2009 im Kunstkontor, Münster gezeigt. Das Stadtmuseum Münster erhielt am 1. Februar 2010 eine große Auswahl seiner Werke geschenkt, die von Mai bis September 2011 ausgestellt wurden. Im "Kabinett Schanze" des Stadtmuseums sind jetzt dauerhaft vier seiner Zeichnungen aus dem Jahr 1933 ausgestellt. Mit diesen und anderen Arbeiten hat sich der Künstler seinerzeit kritisch mit dem Nationalsozialismus auseinandergesetzt.
2015 fand vom März bis August eine vielbesuchte Einzelausstellung statt.
120 seiner Werke wurden im Haus Opherdicke (Kreis Unna) unter dem Titel „Das Leben als große Wanderung“ gezeigt.
Hier wurde sein großes Spektrum an Techniken und Motiven gewürdigt.
Ein Katalog zu dieser Ausstellung erschien im Verlag Kettler unter ISBN 978-3-86206-468-7.